# Сарариман
Сарарима́н или салариме́н (яп. サラリーマン сарари:ман, от англ. salaried man — «служащий на окладе») — японский термин, используемый по отношению к работникам, занимающимся нефизическим трудом (служащим), особенно находящимся на окладе у крупных корпораций. Частое использование термина японскими компаниями и его распространённость в кинокультуре постепенно привели к его принятию в европейских и англоговорящих странах как аналога «белых воротничков». После Второй мировой войны карьера сараримана рассматривалась в качестве пути к стабильности и гарантированному доходу для среднего класса. В современной Японии термин ассоциируется с продолжительным рабочим днём, непрестижной должностью в корпоративной иерархии, отсутствием других источников дохода (кроме зарплаты), «наёмным рабством» и кароси. Понятие «сарариман» используется исключительно по отношению к мужчинам, для женщин существует термин кяриавуман (яп. キャリアウーマン, «career woman»).

## История
По мнению исследователя Эзры Фогеля, слово «сарариман» широко использовалось в Японии уже к 1930-м годам, «хотя класс белых воротничков был относительно невелик до роста правительственной бюрократии и военной промышленности до и во время Второй мировой войны». В первую очередь сарариманам Япония обязана своими успехами на международном экономическом поприще.
Термин используется по отношению не ко всем рабочим, получающим зарплату, а только к «„белым воротничкам“ в бюрократическом аппарате деловых компаний или органов правительственной власти». Работники «мидзу-сёбай» (индустрии ночных развлечений) и индустрии развлечений (в том числе актеры и певцы) не входят в число сарариманов, хотя их основной доход может идти от зарплаты. Кроме того, исключаются врачи, инженеры, юристы, бухгалтеры, музыканты, художники, политики, руководители корпораций и самозанятые.

## Типаж

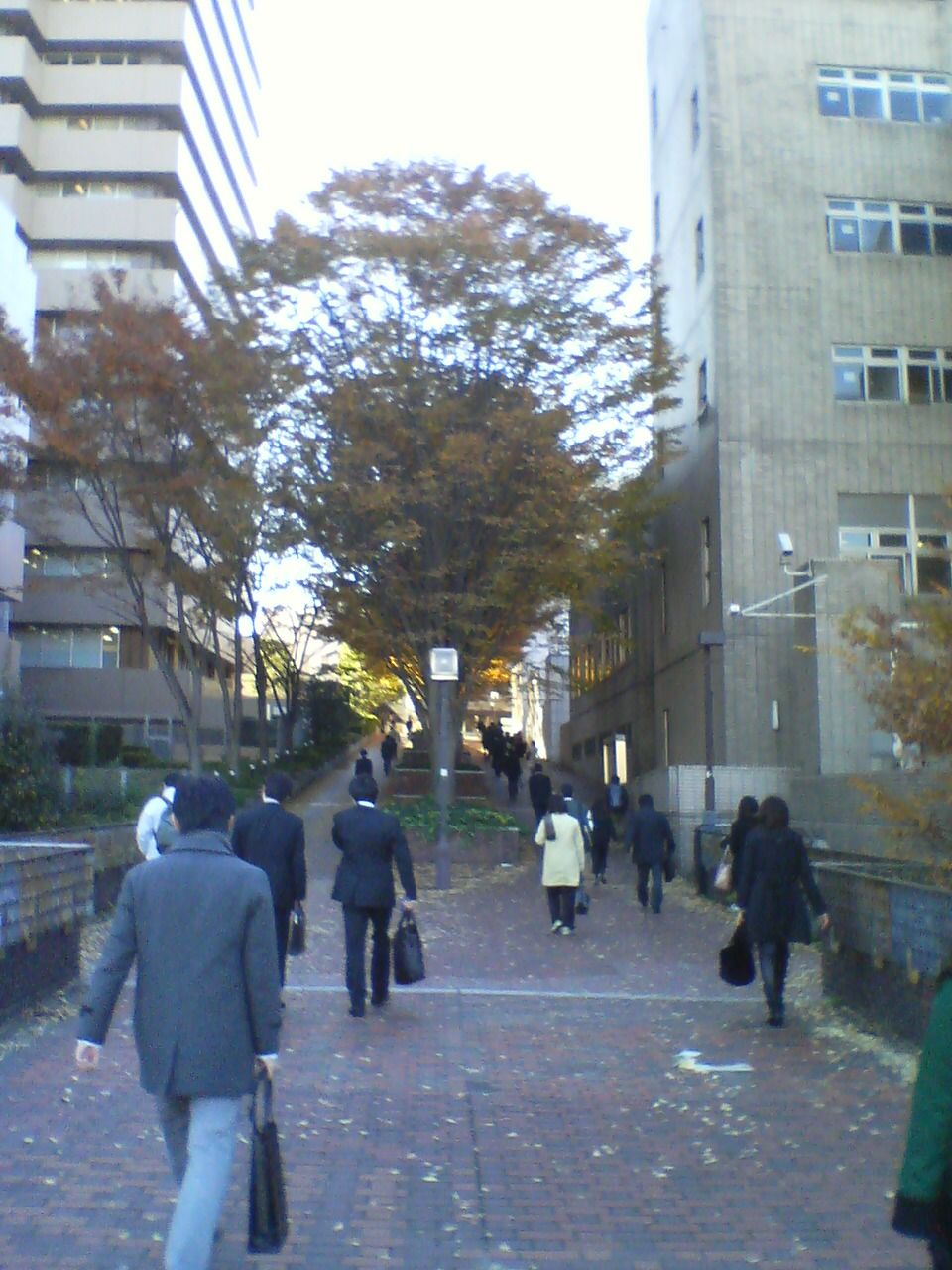
Японские работники идут на работу в зимний период года.

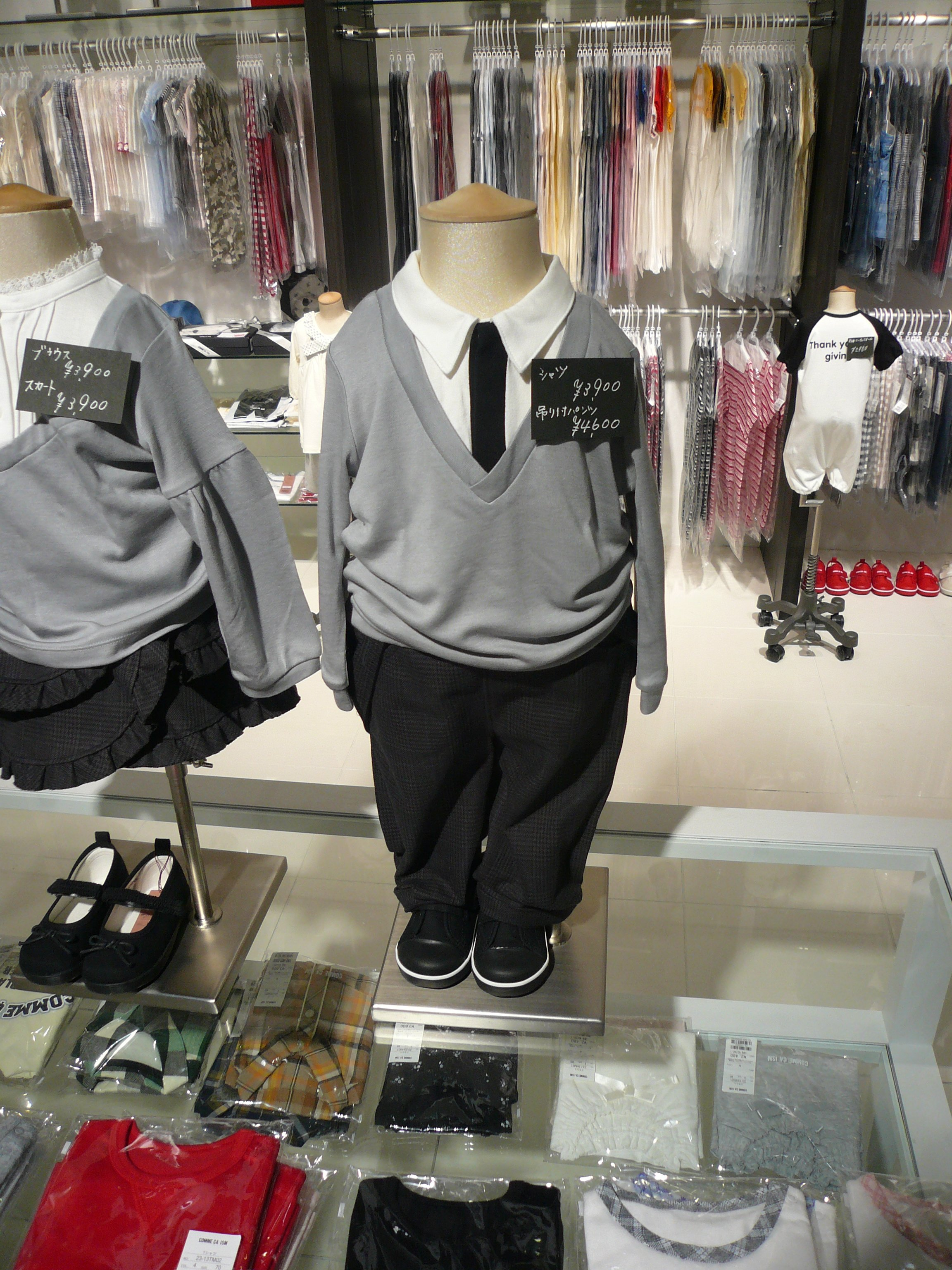
Типичный костюм сараримана в магазине одежды Иокогамы.

Стереотипный облик сараримана — офисный работник в костюме и галстуке, который может иметь или не иметь высшего образования. 
Иногда термин имеет негативный оттенок, во избежание чего используется понятие «бизнесмен». Сарариманами является значительное число рабочих в Японии. 

## Дацусара
В СМИ образ сарариманов часто становится отрицательным из-за отсутствия у них таких качеств, как инициативность и оригинальность мышления. Отрицательное отношение общественности приводит таких людей к депрессии и даже самоубийству. Широко практикуется специальная форма найма, подразумевающая, что сотрудник находится не в штате, на договоре. Такой договор легко разорвать. Корпорации с готовностью увольняют их для сокращения расходов, многие японские студенты пытаются избежать этого пути после окончания колледжа (дацусара — «побег от корпораций»).
Дацусара (脱サラ) — процесс увольнения с работы в качестве сараримана и попытка найти новое занятие. Данный термин относится к людям, бросающим работу в офисе с целью найти более выгодную или приятную работу, а не к вынужденным искать новую работу после увольнения или уволившимся просто от скуки. Например, сюда относится предприниматель, веб-дизайнер, фермер, рыбак, писатель, владелец собственного магазина или ресторана, франчайзер и др.

## Социальный образ
Распространенность сарариманов в японском обществе породила многочисленные их изображения в средствах массовой информации и кинематографе. Стереотипный облик служащего включает:
- жизнь практически полностью вращается вокруг работы в офисе.
- сверхурочная работа каждый вечер.
- добросовестность, но неоригинальность.
- тщательное следование приказам вышестоящих лиц.
- ощущение сильной эмоциональной связи с сотрудниками.
- три основных способа времяпрепровождения вне работы — употребление спиртных напитков, гольф и маджонг. В 2000-х годах появился новый термин для сарариманов-отаку: отарииман (яп. オタリーマン).
- отсутствие инициативы и конкурентоспособности.
- в обязательном порядке и ежедневно носит костюм и галстук[6].
- караоке до поздней ночи и запойное пьянство.

Социальный образ японского служащего меняется в зависимости от времени и экономической ситуации в стране. Например, в конце 1980-х (экономический пузырь) служащий рассматривался как воин, вооруженный энергетическими напитками, а сарариман в период после пузыря сжимался от страха потерять работу или нормальную заработную плату.

## Культура
Персонажи-сарариманы встречаются в таких мангах и аниме — Госслужащие за работой, Президент, пришло время для битвы!, I My Me! Strawberry Eggs, Yume de Aetara (главный герой), Sazae-san (муж главной героини), ΠΛΑΝΗΤΕΣ, Futari Ecchi (главный герой), Atashinchi, Mama Loves the Poyopoyo-Saurus, Kuri-chan, Rec, Black Lagoon, Living Game, Urusei Yatsura (отец героини), Osomatsu-kun, Kiko-chan's Smile, Salaryman Kintaro (лидер банды байкеров становится сарариманом), Pani Poni (второстепенный безымянный персонаж, постоянно находящийся в депрессии), Crayon Shin-chan, Kacho Kosaku Shima, Nono-chan, Doraemon.